# Brit-Uganda-program
A Brit-Uganda-program vagy Brit-Uganda-terv a 20. század elején kidolgozott javaslat volt, amelynek értelmében Brit-Kelet-Afrika gyarmat egy részét a zsidóknak adták volna letelepülésre.
A javaslatot a brit gyarmatügyi államtitkár, Joseph Chamberlain dolgozta ki és 1903-ban Theodore Herzl és az általa létrehozott cionista szervezet elé terjesztette. A terv értelmében a Brit-Kelet-Afrika (ma Kenya) gyarmat területéből 13 000 km² területet ajánlottak fel. A javaslat kidolgozását az indokolta, hogy Oroszországban pogrom indult be a zsidók ellen és így remélték letelepíteni az üldöztetés elől menekülő orosz zsidókat.
A javaslatot Herzl a Cionista Világszervezet 1903-as bázeli kongresszusa elé terjesztette, ahol heves vita kezdődött. A javaslat támogatói a Szentföld „előszobájaként” és „ideiglenes menedékként” jellemezték a felajánlott területeket, míg az ellenzők úgy érezték, hogy a javaslat elfogadása lecsökkentette volna a szervezet végső céljának, a Palesztinában megalapítandó zsidó állam létrehozásának esélyeit. A javaslat sorsáról döntő szavazás előtt az orosz küldöttség dühösen elhagyta a gyűléstermet és végül 295 igen szavazattal 177 nem szavazat ellenében a kongresszus támogatta a javaslatot.
A következő évben, 1904-ben háromfős küldöttség látogatta meg a letelepedésre kijelölt területet. A fennsík enyhe, mérsékelt klímája ideális lett volna az európai telepeseknek, azonban a küldöttek úgy találták, hogy a vidék tele van oroszlánokkal és más veszélyes vadállatokkal, nem is beszélve az itt élő maszájokról, akik egyáltalán nem örültek a nagyszámú európai telepes érkezéséről szóló híreknek.
A küldöttség jelentésének áttanulmányozása után a világszervezet kongresszusa 1905-ben úgy határozott, hogy udvariasan ugyan, de elutasítja a britek ajánlatát. A zsidók közül egyesek azonban elhibázottnak tartották ezt a lépést, elsősorban azok, akik nem csak a Szentföldön, hanem bárhol hajlandók lettek volna megteremteni a független zsidó államok. Közülük pár család Kenyába költözött, de leginkább a városokban telepedtek le, leszármazottaik ma is ott élnek.
Az ugandai letelepedésre vonatkozó javaslatot a második világháború alatt Winston Churchill ismét elővette, azzal a céllal, hogy a nácik elől menekülő zsidók számára menedéket biztosítsanak. Ekkorra azonban a cionista szervezetek már eltökélték magukat a Palesztinában létrehozandó zsidó állam mellett, és hallani sem akartak más területekről: attól tartottak, hogy az ajánlat akár ideiglenes elfogadása jelentősen meggyengítené tárgyalási pozícióikat, miközben a brit hatóságokat próbálják rávenni, hogy engedélyezzék a zsidó bevándorlását a brit fennhatóság alatt álló palesztinai területekre.

## Lásd még
- Abayudaya, ugandai bennszülöttek csoportja, akik az 1920-as években áttértek a zsidó hitre
- Madagaszkár-terv, a nácik terve az európai zsidók kitoloncolására Madagaszkár szigetére.
- A Szovjetunió 1928-ban létrehozta a Zsidó autonóm területet az Amur mellett.
- Japán megalkotta a Fugu-tervet, amellyel zsidó telepeseket akartak csábítani az általuk elfoglalt Madzsúriai területekre.